# Allemagne au Concours Eurovision de la chanson 1969
L'Allemagne a participé au Concours Eurovision de la chanson 1969 le 29 mars à Madrid, en Espagne. C'est la 14e participation allemande au Concours Eurovision de la chanson.
Le pays est représenté par la chanteuse Siw Malmkvist et la chanson Primaballerina, sélectionnées par la HR à travers la finale nationale Ein Lied für Madrid.

## Sélection

### Ein Lied für Madrid
Le radiodiffuseur allemand Hessischer Rundfunk (HR, « Radiodiffusion de la Hesse »), organise une finale nationale intitulée Ein Lied für Madrid (« Une chanson pour Madrid ») pour représenter l'Allemagne au Concours Eurovision de la chanson 1969.

#### Finale
| Ordre | Artiste       | Chanson        | Traduction      | Points   | Points  | Place |
| Ordre | Artiste       | Chanson        | Traduction      | 1er tour | 2e tour | Place |
| ----- | ------------- | -------------- | --------------- | -------- | ------- | ----- |
| 7     | Siw Malmkvist | Primaballerina | Danseuse étoile | 5        | 7       | 1     |

Lors de cette sélection, c'est la chanson Primaballerina interprétée par Siw Malmkvist qui fut choisie. Le chef d'orchestre sélectionné pour l'Allemagne à l'Eurovision 1969 est Hans Blum.

## À l'Eurovision
Chaque pays a un jury de dix personnes. Chaque juré attribue un point à sa chanson préférée.

### Points attribués par l'Allemagne
| 3 points | Espagne                                        |
| 2 points | Suisse                                         |
| 1 points | Finlande France Irlande Luxembourg Royaume-Uni |

### Points attribués à l'Allemagne
| 10 points | 9 points | 8 points      | 7 points  | 6 points                      |
| --------- | -------- | ------------- | --------- | ----------------------------- |
|           |          |               |           |                               |
| 5 points  | 4 points | 3 points      | 2 points  | 1 point                       |
|           |          | - Yougoslavie | - Espagne | - Belgique - France - Norvège |

Siw Malmkvist interprète Primaballerina en treizième position lors de la soirée du concours, suivant la Norvège et précédant la France — à la fin du vote l'un des quatre pays vainqueurs de 1969 —.
Au terme du vote final, l'Allemagne termine 9e — ex aequo avec la Suède — sur les 16 pays participants, ayant reçu 8 points au total,.